# Kung Fu Kid
Kung Fu Kid (魔界列伝?, Makai Retsuden) è un videogioco d'azione del 1987 sviluppato e pubblicato da SEGA per Sega Master System. In Brasile è stato distribuito con il titolo Sapo Xulé O Mestre do Kung Fu.

## Modalità di gioco
Considerato un sequel di Dragon Wang per SG-1000, il gioco presenta alcune somiglianze nel gameplay con i videogiochi arcade Kung-Fu Master e Vigilante.